# Benjamin Osgood Peirce

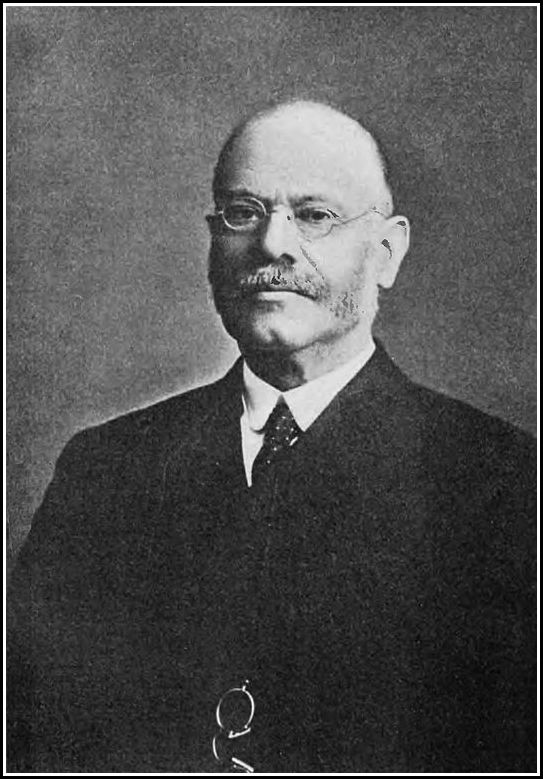
Benjamin Osgood Peirce

Benjamin Osgood Peirce (* 11. Februar 1854 in Beverly, Massachusetts; † 14. Januar 1914 in Cambridge, Massachusetts) war ein US-amerikanischer Mathematiker und Physiker an der Harvard University.

## Leben und Wirken
Benjamin Osgood Peirce II. war der Sohn des Mathematikers und Astronomen Benjamin Osgood Peirce I. (1809–1880) und Bruder des Mathematikers und Philosophen Charles Sanders Peirce (1839–1914).
Nach Abschluss der Highschool 1870 begann Peirce zunächst eine Lehre als Tischler, ging dann aber ab 1872 an die Harvard University, wo er 1876 einen Abschluss in Physik erwarb. Anschließend wurde er zunächst Assistent bei John Trowbridge, studierte aber ab 1877 in Europa, darunter in Leipzig bei Eilhard Ernst Gustav Wiedemann und Wilhelm Gottlieb Hankel. In Leipzig promovierte er 1879 mit der Arbeit Über die Electromotorischen Kräfte von Gaselementen. Hier lernte er auch seine spätere Frau kennen, Isamella Turnbull Landreth, eine Musikstudentin aus Schottland. 1880 arbeitete Peirce bei Hermann von Helmholtz in Berlin.
1880 erhielt Peirce eine erste Anstellung als Instructor an der Boston Latin School, 1881 an der Harvard University, wo er eine mathematische Physik aufbaute. 1882 heirateten Peirce und Landreth, aus der Ehe gingen zwei Töchter hervor. 1884 wurde Peirce Assistant Professor unter Joseph Lovering, dem er 1888 als Hollis Professor of Mathematics and Natural Philosophy nachfolgte. Von 1896 bis 1898 gehörte er zum Council der American Mathematical Society, 1899 war er Gründungsmitglied der American Physical Society, deren Präsident er 1913 wurde.

## Auszeichnungen (Auswahl)
- 1884 Mitglied der American Academy of Arts and Sciences[2]
- 1898 Fellow der American Association for the Advancement of Science
- 1899 Gründungsmitglied der American Physical Society
- 1906 Mitglied der National Academy of Sciences[3]
- 1910 Ehrendoktorat der Harvard University
- 1910 Mitglied der American Philosophical Society[4]
- 1913 Präsident der American Physical Society[5]